# Alquería del Agua Fresca
La alquería del Agua Fresca (también denominada Torre Sonámbula y Alquería de l' Aigua Fresca) es un edificio residencial fortificado construido entre los siglos XV y XVI que se localiza en el término municipal de Sagunto, provincia de Valencia.

## Descripción
En el siglo XVI y como consecuencia de los numerosos ataques de piratas en la costa, las Cortes de Monzón acuerdan la construcción de obras para la defensa del litoral, así como la creación de una guardia costera, construyéndose torres de vigilancia y defensa. Esto dio lugar al levantamiento de otras torres así como la fortificación de edificios en el ámbito rural, como la alquería del Agua Fresca, para albergar a las gentes en momentos de incertidumbre o peligro.

### Partes integrantes

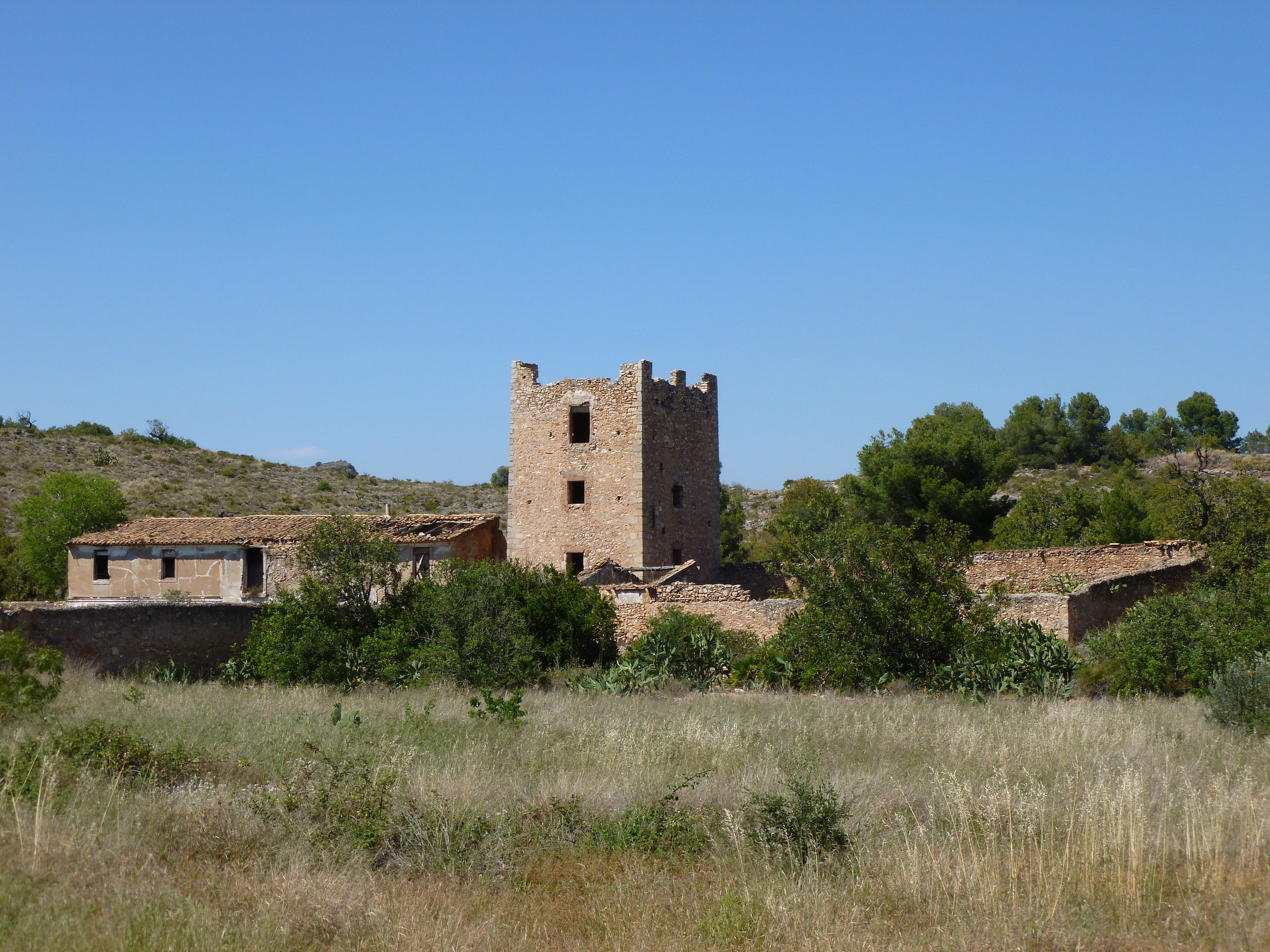
Conjunto de la torre y el resto de dependencias y construcciones

El conjunto de edificaciones ha sufrido distintas modificaciones a lo largo de su historia y en la actualidad se conserva dentro de su cerramiento, el huerto, una torre, una vivienda y un aljibe. 
- La torre es de planta rectangular y construida con piedra trabada con mortero. Consta de tres plantas y una terraza rematada con merlones, parcialmente restaurados. Esta torre pudo tener un uso residencial como prueban la ubicación de las ventanas a los lados este y sur y detalles como la conservación de ventanas en el último piso.

- Junto a la torre y conectada con ésta, se encuentra la antigua vivienda de los caseros. La planta actual, de una sola crujía y cubierta a un agua, está formada por cinco cuerpos simétricos con la entrada principal y las escaleras de acceso al piso situadas en el cuerpo central.

- Adosados al muro, y formando un conjunto separado se encuentran los restos de una serie de edificaciones de mampostería demolidas y construidas apoyándose en el muro de cerramiento exterior.

- El aljibe se sitúa en un extremo del conjunto. Tiene acceso por una entrada de piedra tallada, con dintel de una sola pieza, de inspiración gótica. Los peldaños que descienden hasta el grifo están también construidos con sillares y cubiertos con bóveda de cañón. La calidad del agua conservada en la cisterna que servía de abastecimiento para muchos vecinos de Sagunto ha dado nombre a la alquería.